# Deutsches Heim – Glück allein. Wie Türken Deutsche sehen
Deutsches Heim – Glück allein. Wie Türken Deutsche sehen ist eine deutschsprachige Textsammlung von Dursun Akçam. Das 1982 bei Lamuv in Göttingen erschienene vielzitierte Buch beinhaltet Stimmen in Deutschland lebender Türken Anfang der 1980er Jahre zu ihrem Bild von den Deutschen nach zwanzig Jahren Arbeitsmigration aus der Türkei in die BRD. Zu Wort kommen in erster Linie Arbeiter aber auch Angehörige anderer Personengruppen, beispielsweise Studenten oder Ärzte.
Die Texte des Buches sind sowohl in deutscher als auch in türkischer Sprache abgedruckt. Das Werk umfasst in seiner Erstausgabe 285 Seiten. 

## Inhalt
Die Schilderungen der Arbeiter nehmen bisweilen Ergebnisse der Wallraff-Recherche Ganz unten (1984) vorweg, etwa wenn ein Arbeiter meint „bei der Klassifizierung der Arbeiter nehmen die deutschen Arbeiter den ersten Rang ein. Danach kommen die Griechen, Italiener, Jugoslawen und Spanier. Auf der untersten Stufe stehen die Türken. Die schwersten und gefährlichsten Arbeiten sind für uns.“, zeichnen aber durch ihre Vielstimmigkeit ein mehr differenziertes Bild als der beachtete Bestseller: „In jedem Land, in jedem Staat gibt es gute und schlechte Menschen. Mir haben (die Deutschen)  keinen Schaden zugefügt. Die Deutschen sind für mich wie ein Bild. Ich sehe es, es bewegt sich und spricht.“ heißt es aus einem anderen Arbeitermund. Stimmen Intellektueller ergänzen die Darstellung: ein in Deutschland arbeitender türkischer Arzt kritisiert u. a. scharf, dass das deutsche Türkenbild inzwischen vornehmlich durch die aus ländlichen Gebieten eingewanderten Gastarbeiter, mit denen er selber nicht zurechtkomme, geprägt worden sei und findet dabei kaum versöhnliche Worte für seine Landsleute: „Überall, wo ich hinsehe, versinke ich im Boden und schäme mich, Türke zu sein.“
Mark Terkessidis sieht im Tonfall der Texte, die häufig in Arbeiten zur Migrationsforschung zitiert wurden, Ähnlichkeiten zu dem später erschienenen Kanak Sprak – 24 Mißtöne vom Rande der Gesellschaft (1995) von Feridun Zaimoglu:

„(…) eine (…) Einstellung der Deutschen ist nicht zu verstehen. Sie tun alles um die Türken von sich fernzuhalten, und beschweren sich anschließend, dass ‚die Türken sich nicht integrieren wollen‘.“

„Seit 14 Jahren arbeite ich in diesem Land. Ich habe mich stark angestrengt. Aber zu dieser Gesellschaft, habe ich keinen Zugang gefunden. Mit diesen Menschen bin ich nicht warm geworden. Je mehr ich mich abmühte, desto eher wurde ich wie eine ausgepresste Zitrone weggeworfen. Ich habe mich stets wie ein unliebsamer Sklave, wie ein Komparse gefühlt, der von der Bühne gestoßen wird. Diese Gesellschaft akzeptiert die Türken, die Menschen, unsere Menschen nicht. Diese Tatsache habe ich erst sehr spät begriffen.“

„Werter Herr, hört nicht auf das Gerede von der „Ausländerfeindlichkeit der Deutschen“. Dieses Land ist von den Ausländern überfallen worden. Räuberbanden haben die Lebensgewohnheiten des deutschen Volkes durcheinander gebracht. Trotzdem haben sie mit großer Toleranz Arbeit und Brot verteilt, den Ausländern zu einer Existenz verhelfen wollen. Allerdings betrachten die Räuber diejenigen, die ihre Mägen gefüllt haben, die Menschen, die sie ernähren, als Feinde. Diese Feindschaft ist die Feindschaft der Primitivität gegen die Zivilisation. Welche Schuld trifft das deutsche Volk dabei? Etwa, daß sie Wissenschaft, Kunst, Kultur und eine fortgeschrittene Technik haben?“

Der zeitgenössische Klappentext bewarb das Werk mit den Worten „Die Türken, die in der BR leben, haben etwas zu sagen: Sie haben Schmerzen, Sympathien und Sehnsüchte! Was denken also die Menschen, die seit Jahren das Ziel von Angriffen sind, wie bewerten sie die Gesellschaft, in der sie leben, und die deutschen Menschen?“